# 日本精神神経学会
公益社団法人日本精神神経学会（にほんせいしんしんけいがっかい、英語: The Japanese Society of Psychiatry and Neurology）は、精神医学および神経学の発展を目的とする学会。東京都千代田区神田駿河台に本部を置く公益社団法人で、日本医学会の分科会。会員数は2021年4月時点で、18,000名以上。
主な事業活動は、精神科医向け学術講演会の開催、会誌『精神神経学雑誌』や書籍の発行、国際学術交流などである。また、福島県立大野病院事件や自殺対策、性別不合についての提言、精神保健福祉法への要望なども行っている。統合失調症についても、診断名が精神分裂病から変わったことについて、その経緯を公式サイトに掲載している。

## 歴史
日本精神神経学会公式サイト「学会概要」、『東大病院精神科の30年』（pp.27 - 51）などによる。
- 1902年（明治35年）：精神医学の呉秀三と内科学の三浦謹之助を中心に、会員約200名で日本神経学会を発足し、会誌『神経学雑誌』を創刊。
- 1935年（昭和10年）：学会名を日本精神神経学会、会誌名を『精神神経学雑誌』に改称。
- 1946年（昭和21年）：社団法人となる。
- 1961年（昭和36年）：刑法改正問題研究会を設置。
- 1967年（昭和42年）：臺弘教授が理事長に就任。
- 1969年（昭和44年）5月19日-22日：金沢学会（臺弘理事長）で、理事会不信任。評議員会解散勧告が提出される。関西精神科医師会議がパンフレット『学会を告発する』を作成。
- 1969年（昭和44年）12月20日：理事会が『精神病院に多発する不祥事件に関連し全会員に訴える』を発表。
- 1971年（昭和46年）
  - 3月17日：石川清が『前理事長台弘氏を全学会員に告発する』を発表。
  - 3月21日：臺弘が『石川清氏の告発についての所感』を発表。
  - 6月14日—16日：保安処分に反対する決議を採択。
- 1973年（昭和48年）
  - 4月：評議会有志が、臺弘による人体実験「臺実験」を告発。
  - 5月：臺弘による人体実験批判決議を採択。
- 1975年（昭和50年）5月19日 ：精神外科を否定する決議と、患者の通信・面会の自由に関する決議を採択。
- 1976年（昭和51年）11月23日：『精神外科廃絶に向けての決議』案。
- 1978年（昭和53年）9月4日：評議委員会が『マスコミおける精神障害者の人権について』を決議。
- 1979年（昭和59年）1月20日：理事会が『マスコミおける精神障害者の人権について』の声明を出す。
- 1984年（昭和59年）5月：学会で安井健彦が宇都宮病院問題を告発。報徳会宇都宮病院問題についての見解と附帯決議を採択。
- 1986年（昭和61年）5月：「『岐阜大学神経精神科における胎児解剖』研究に対する見解」が、研究と人権問題委員会から出る。
- 1986年（昭和61年）11月1日：「精神衛生法の改正にからめて保安処分制度新設に反対する」（保安処分に反対する精神医療従事者協議会）。
- 1988年（昭和63年）5月：「精神保健指定医制度に反対する決議」を、評議委員会で採択。
- 1993年（平成5年）：財団法人全国精神障害者家族会連合会より、精神分裂病の病名を変更するよう要望を受ける。
- 2002年（平成14年）8月：総会で精神分裂病の病名を統合失調症へ変更することを議決。
- 2009年（平成21年）7月：「精神科専門医制度における精神科専門医資格の更新に際して必要とする取得単位を得る方法の一つとしての『研修会・研究会等への参加』」に関して、精神医学史学会を「研修会・研究会等」に指定。
- 2013年（平成25年）4月：公益社団法人となる。
- 2024年年（令和6年）2月1日：旧優生保護法時代の強制不妊手術への関わりについて初めて謝罪し[5]、「精神障害者の生と人権を損ねた事実を被害者に謝罪しなければならない」とする報告書を発表[6]。

## 参考資料
ウェブサイト
- 日本精神神経学会 2024年2月2日閲覧。

出版物
- 富田三樹生『東大病院精神科の30年 宇都宮病院事件・精神衛生法改正・処遇困難者専門病棟問題』青弓社〈クリティーク叢書 (18)〉、2000年1月。ISBN 978-4787231680。